# Arezzo
Arezzo là một đô thị tỉnh lỵ của tỉnh Arezzo trong vùng Tuscany, Ý. Tại thời điểm ngày 31 tháng 8 năm 2009, đô thị Arezzo có dân số 99.346 người và diện tích là 386,25 km².
Arezzo có khoảng cách 80 km về phía đông nam của Florence, ở độ cao 296 m trên mực nước biển. 
Arezzo được xây trên một ngọn đồi dốc đứng lên từ cánh đồng ngập lụt của sông Arno. Trong phần trên của thị xã là nhà thờ, hội trường thành phố và pháo đài Medici (Fortezza Medicea), từ các đường phố chính của chi nhánh đối với một phần thấp hơn như xa như các cửa. Phần trên của thị xã duy trì sự xuất hiện các công trình thời Trung cổ của nó mặc dù việc bổ sung các cấu trúc sau.
Được mô tả bởi Livy là một trong những Etruriae Capitae (thủ đô Etrusca), Arezzo được cho là đã được một trong mười hai thành phố quan trọng nhất mà Etrusca gọi là Dodecapolis.